# Ткачова Антоніна Яківна
Антоніна Яківна Ткачова (нар. 14 березня 1928, Бєлгород — пом. 5 січня 1993, Харків) — український графік; член Харківської організації Спілки радянських художників України з 1961 року.

## Біографія
Народилася 14 березня 1928 року в місті Бєлгороді (нині Росія). Протягом 1950—1956 років навчалась у Харківському художньому інституті, де її викладачами були зокрема Григорій Бондаренко, Василь Мироненко, Бер Бланк, Борис Вакс, Сергій Солодовник.
Протягом 1957—1978 років викладала у Харківському художньому училищі. Жила в Харкові, в будинку на вулиці Культури, № 9, квартира 45. Померла в Харкові 5 січня 1993 року.

## Творчість
Працювала в галузі станкової графіки і книжкової ілюстрації. Серед робіт:
- «Молодняк» (1958, офорт);
- портрет Тараса Шевченка (1961);
- «Дума про минуле» (1964, літографія);
- «Тарасик» (1964, літографія).

Авторка ілюстрацій до книги «Іскри» Михайла Соколова (1956);
Брала участь у республіканських виставках з 1961 року, всесоюзних — з 1958 року.